# Vide-poche

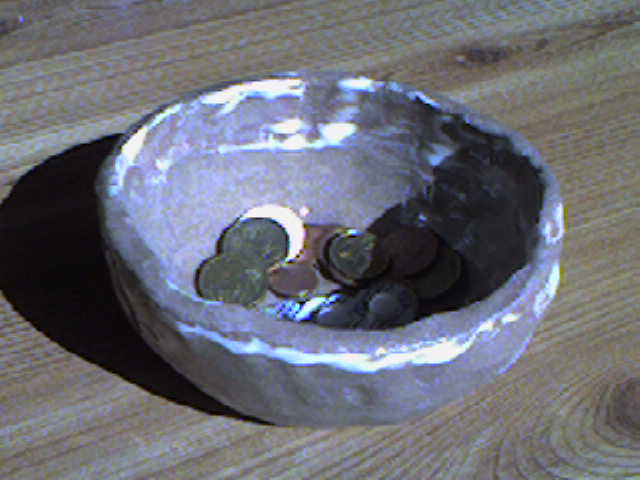
Vide-poche en terre-cuite contenant des pièces de monnaie.

Un vide-poche est un récipient d'allure plate, servant à recevoir divers petits objets tels que clefs, menue monnaie ou titres de transport qu'on ne sait où ranger et qui jusque-là encombrent les poches. 

## Types de vide-poches
Il existe des vide-poche en céramique, en métal, en tissu, en bois ou en jonc tressé. Les bords peuvent être plus ou moins plats ; il existe également des étagères vide-poches.
Par extension, certains autres aménagements ont pris le nom de vide-poche, comme la boîte à gants dans les voitures.

## La fonction du vide-poche
N'importe quel objet creux peut servir de vide-poche : un bol, une soucoupe, un petit pot, du moment qu'il peut recevoir de menus objets et ne serve qu'à cela. Les objets créés exprès pour cette fonction sont rares. À l'instar d'autres objets usuels tels que le mouchoir, le vide-poche peut :
- ne pas être un vide-poche à l'origine ;
- être détourné de sa fonction première et servir à autre chose.